# Odense cricketstadion
Odense cricketstadion er et idrætsanlæg for cricket i Odense indviet 1-2. august 1942. Arenaen ligger i Odense Idrætspark-området, som også har et fodboldstadion, idrætshal, atletikstadion, skøjtehaller, bowlinghal og cykelbane.
Odense cricketstadion er Fionia Cricket Odense og Odense Cricketklubs hjemmebane og var gennem en årrække hjemsted for cricketholdene fra B1909, B1913 og OB, der i kortere eller længere tid var med i Dansk Cricket Forbunds turneringer.

## Fodnoter
|  | Denne artikel om en bygning eller et bygningsværk kan blive bedre, hvis der indsættes et (bedre) billede. Du kan hjælpe ved at afsøge Wikimedia Commons for et passende billede eller lægge et op på Wikimedia Commons med en af de tilladte licenser og indsætte det i artiklen. |

55°23′57″N 10°21′11″Ø / 55.3992°N 10.353°Ø